# Catedral de Santa Maria de Lombèrs
La catedral de Santa Maria és una antiga catedral catòlica romana, situada a la localitat de Lombèrs, al departament francès del Gers. Va ser la seu de la diòcesi de Lombèrs, creada el 1317 i dividida durant el concordat de 1801 entre la diòcesi de Baiona i l'arxidiòcesi de Tolosa. Va ser construïda entre els segles XIV i XV.
L'església i el seu campanar estan classificats com a monuments històrics des de 1846.

## Descripció

### Exterior
És una església d'estil gòtic llenguadocià (o gòtic de Tolosa) molt semblant als jacobins de Tolosa. Està construïda en maó rosat, amb l'excepció de l'entrada oest, que és de pedra, afegida posteriorment en un estil gòtic flamíger.

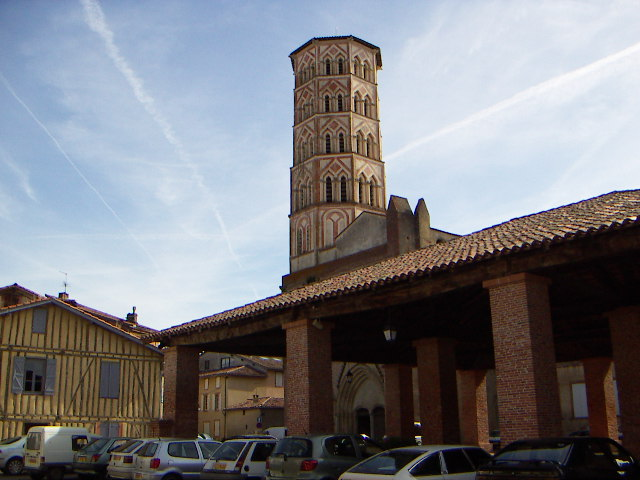
Campanar.

La seva construcció va començar l'any 1346 amb el campanar, que es va aixecar sobre l'antic baptisteri romànic. El campanar octogonal de cinc plantes, amb finestres d'arcs en mitra, fa 42-43 metres d'alçada.
El seu antic claustre fou destruït al segle XIX; alguns capitells s'exposen avui en dia al Victoria and Albert Museum de Londres, al Cloisters Museum de Nova York i al museu d'Ottawa.
L'aspecte exterior de la catedral és auster, típic del gòtic llenguadocià, amb alts contraforts al voltant de la capçalera.

### Interior
La catedral té dues naus d'amplada desigual separades per columnes amb forma de palmera. La gran nau té un absis pentagonal. L'alçada màxima de les naus era de 18 metres, però el terra es va alçar 1,50 m per protegir-lo de les riuades del Sava. Avui la seva alçada s'ha reduït als 16,50 metres.
La part superior dels murs està composta de mirandes que permeten alliberar l'espai entre les voltes de l'església i l'estructura de la coberta que pot servir tant com a camí de ronda, com per a rebre habitants en cas d'atac a la ciutat.

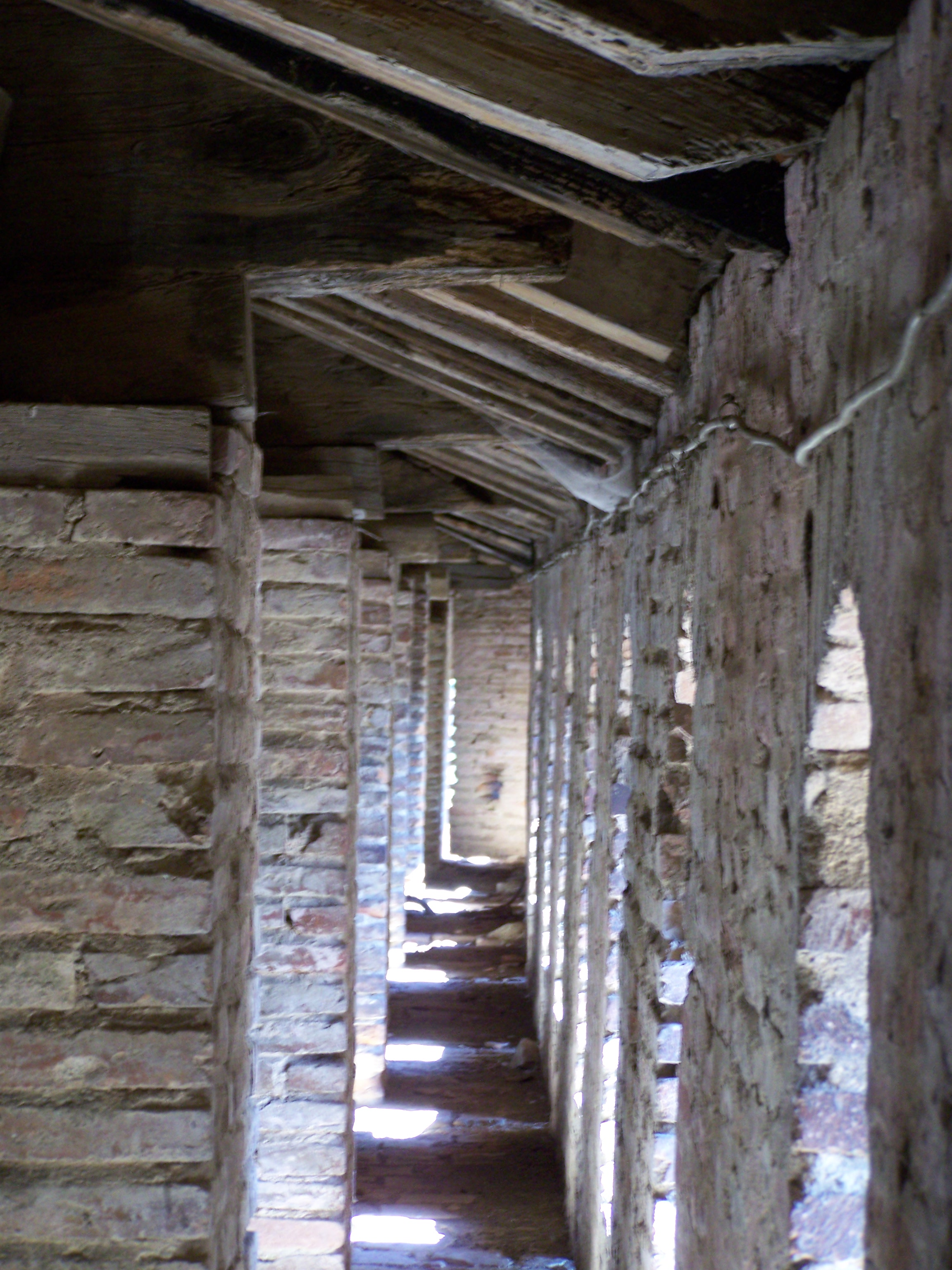
Miranda a la Catedral de Lombèrs.

Sota el campanar hi ha un baptisteri del segle XII, restes d'una església anterior. La pica baptismal de plom, del segle XIII, està decorada amb figures religioses allotjades en medallons; podrien haver estat utilitzats per al baptisme per immersió.
Una placa a la dreta de l'entrada oest commemora la visita del poeta italià Petrarca l'any 1330, amic del bisbe Jaume Colonna (bisbe del 1328 al 1341), també d'origen italià, que el va fer canonge honorari el 1335 .
També hi ha cadirats de cor del segle XVII que porten les armes del bisbe Cosme Roger (1671-1710), un altar de marbre de Carrara consagrat l'any 1753 i un orgue del segle XVIII que es creu que pertany a l'escola de l'organer Dom Bédos de Those.
Tres vitralls que mostren escenes de la vida de Crist i la Passió, datats dels segles XV i XVI (restaurats al segle XIX), s'atribueixen al mestre vidrier del segle XV Arnaud de Moles o als seus deixebles; els altres vitralls són del segle xix.